# Projet de pont ou de tunnel Jersey-France

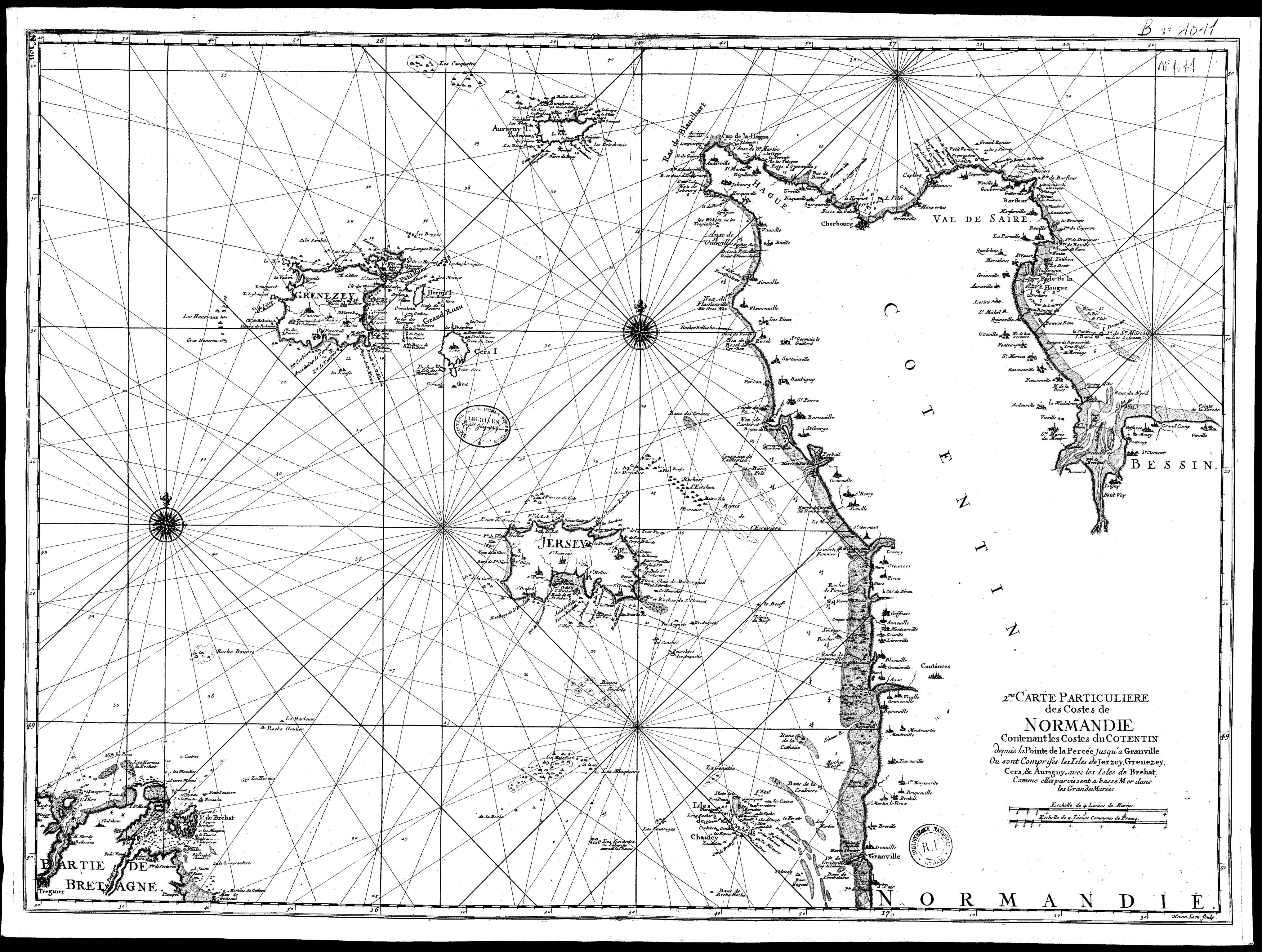
Carte des îles Anglo-Normandes et du Cotentin.

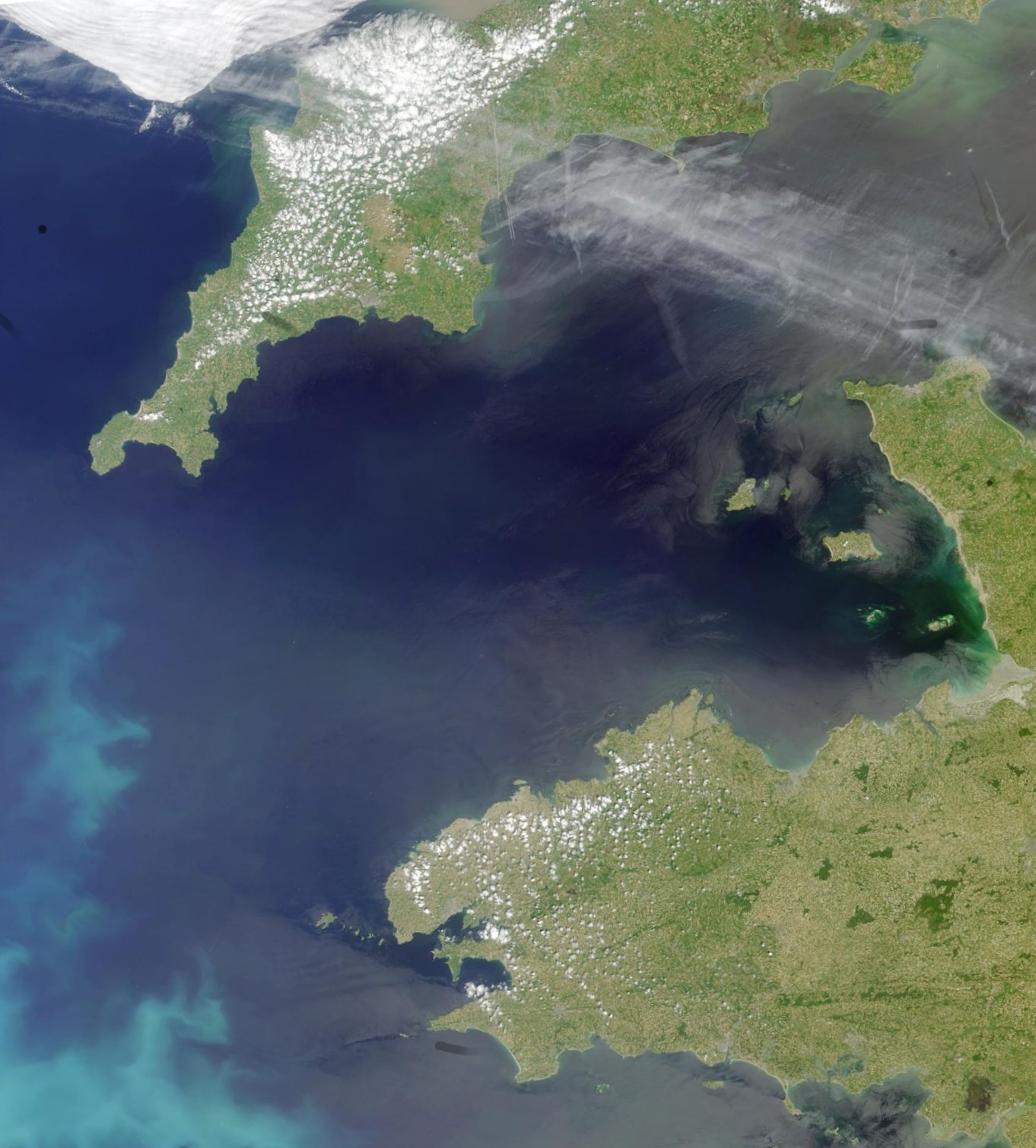
Vue satellitaire de la Manche bordant les îles Anglo-Normandes, la Bretagne, le Cotentin, et le sud-ouest de l'Angleterre.

Le projet de pont ou de tunnel Jersey-France est une idée avancée des deux côtés du bras de mer — dénommé le passage de la Déroute — qui sépare l'île Anglo-Normande de Jersey de la France et consistant en la  réalisation, sur ou sous celui-ci, d'un ouvrage d'art qui permettrait une liaison routière et/ou ferroviaire directe entre Jersey et la presqu'île du Cotentin en France. Ce projet revient régulièrement dans l'actualité et donne lieu à des débats entre partisans et adversaires d'un tel ouvrage et entre ceux qui préfèrent le pont ou le tunnel.

## Historique

### Un pont
Construire un ouvrage d'art — tunnel ou pont — pour relier l'île de Jersey à la France, distante de vingt-deux kilomètres, via l'archipel des Écréhou, est depuis bien longtemps régulièrement évoqué ou débattu. Dès sa naissance, l'idée généralement avancée est la réalisation d'un pont enjambant un bras de la Manche afin de relier Jersey et le département français de la Manche. Un député des États de Jersey, Robert Duhamel, cite en exemple le pont de l'Øresund, élément d'un lien fixe de seize kilomètres au total — comportant aussi notamment un tunnel — inauguré en l'an 2000 et qui relie Copenhague, au Danemark, à Malmö, en Suède.
En 2008, le Ministre de l'Environnement de Jersey, Freddis Cohen, rencontre les ingénieurs suédois qui ont construit le pont de l'Øresund. Un projet similaire entre Jersey et la France pourrait, selon une évaluation de l'époque, coûter 1,5 milliard d'euros[réf. nécessaire]. Il pourrait relier la côte orientale de Jersey à une de ces localités du littoral occidental du Cotentin : Barneville-Carteret, Portbail ou Saint-Germain-sur-Ay. 
Ce pont pourrait s'appuyer sur une assise centrale située à mi-chemin au niveau de l'archipel des Écréhou et l'Écrevière qui forme des hauts-fonds constitués de bancs de sable et de graviers qui émergent de l'eau à marée basse sur plus de deux mètres de haut. Cet archipel se trouve à une dizaine de kilomètres au nord-est des côtes de Jersey et à une douzaine de kilomètres à l'ouest des côtes du Cotentin. 
Pourtant, la solution la plus simple serait de le construire sur une ligne droite allant du phare du Sénéquet, près de Gouville-sur-Mer, jusqu'à la baie de Grouville, sur l'île de Jersey. Il s'agit d'un chemin de hauts-fonds, ne dépassant pas le mètre d'eau par endroits. En effet, pendant la Préhistoire, avant la montée du niveau de la mer, l'homme pouvait emprunter ce passage pour aller sur l'île actuelle à pied.
En octobre 2010, des techniciens suédois sont venus à Jersey participer à des réunions publiques pour présenter l'ouvrage transfrontalier qui relie à présent la Suède au Danemark.
En 2024, l'idée est relancée par un collectif.

### Un tunnel
L'idée du creusement d'un tunnel fait également son chemin. Il pourrait relier Saint-Hélier à Granville. Le sous-ministre de la planification et de l'environnement de Jersey et député au Parlement de Saint-Hélier, Robert Duhamel, évoque même la possibilité de construire un îlot artificiel à mi-distance entre les deux côtes, du côté des îles Chausey pour la sortie du tunnel du côté français à l'instar des puits de Sangatte pour le tunnel sous la Manche. 
Selon Robert Duhamel, une route et une liaison ferroviaire pourraient être réalisés à l'intérieur d'un tube en béton enfoncé dans le fond marin puis recouvert.
Néanmoins ce projet de relier une île, peuplée d'à peine cent mille habitants, au continent, est jugé dispendieux et peu réaliste par un autre député jersiais Bob Hill et par le président du Conseil général de la Manche, Jean-François Le Grand.

### Un ouvrage associant infrastructure de transport et production d'énergie?
La possibilité d'associer à la réalisation de l'infrastructure de l'ouvrage celle d'installations de production d'électricité, utilisant l'énergie marine et renouvelable, notamment fournie par les vents ou les courants marins — tous très intenses à cet endroit — pourrait cependant contribuer à accroître l'intérêt économique du projet.